# Johann Andreas Hofmann

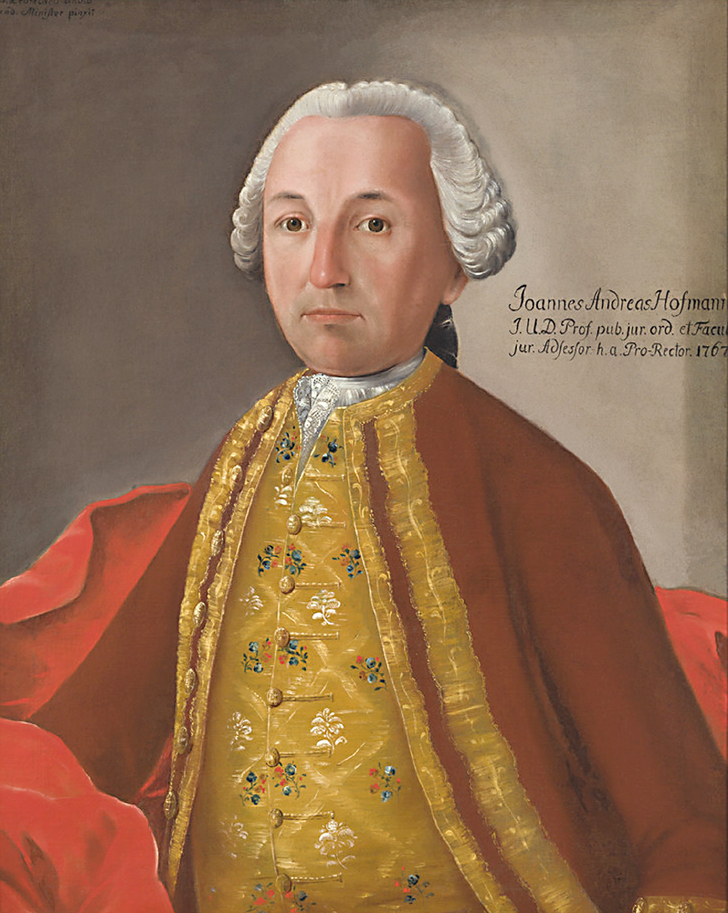
Johann Andreas Hofmann

Johann Andreas Hofmann (auch Andreas Hofmann; * 4. September 1716 in Tambach; † 16. Mai 1795 in Marburg) war ein deutscher Rechtswissenschaftler und Hochschullehrer.

## Leben
Hofmann absolvierte das Ernestinum Gotha, ging anschließend an die Universität Jena, an der er Rechtswissenschaft studierte und ab 1743 Vorlesungen hielt. Am 13. Mai 1747 erfolgte dort seine Promotion zum Doktor beider Rechte. Er unterrichtete anschließend weiter als Dr. legens an der Jenaer Universität. 
Hofmann wurde am 8. März 1754 als vierter ordentlicher Professor der Rechte an die Universität Marburg berufen und hielt seine Antrittsvorlesung am 19. Oktober 1754. Zu seinen Wirkungsbereichen zählten unter anderem Deutsches Privat- und Lehenrecht, kanonisches Recht, Pandekten, Institutionen und Rechtsgeschichte, Reichsprozess und öffentliches Recht. In den Jahren 1759, 1763, 1667, 1770, 1774, 1779, 1783, 1786 und 1790 war er Dekan der Juristischen Fakultät, 1767, 1773, 1776 und 1782 Prorektor der Universität. Seine Lehrtätigkeit stellte er 1793 weitgehend ein.
Hofmann war 1761 Abgeordneter der Universität Marburg bei den Landständen der Landgrafschaft Hessen.

## Werke (Auswahl)
- Meditationes Ivris Pvblici De Potentatv Statvvm S. R. G. I.: Qvibvs Eivs Origo Atqve Effectvs Ervvntvr, Croeker, Jena 1746.
- Auserlesene jedoch vollständige Juristische Bibliothek, Schulze, Jena 1848.
- De genuino remediorum provocatoriorum eorumque actionum annexarum usu practico, Schill, Jena 1753.
- De anno gratiae et praecipue quatenus ad heredes collaterales transferri queat, Schill, Jena 1754.
- De Modis Germanorvm Coercendi Malevolos Accvsatores Oder: Von der Art und Weise, wie bey den Teutschen bößliche Anklägere bestrafft worden, Schill, Jena 1754.